# Fiorenzo Facchini
Fiorenzo Facchini (Porretta Terme, 9 novembre 1929) è un antropologo e paleontologo italiano, presbitero dell'Arcidiocesi di Bologna.

## Biografia
Fiorenzo Facchini è nato nel 1929 a Porretta Terme e vive a Bologna. Si è laureato in scienze naturali presso l'Università di Bologna. Dopo la laurea è rimasto in Università, ricoprendo successivamente vari incarichi, conseguendo la libera docenza in antropologia nel 1968. È stato quindi professore ordinario della stessa materia presso l'Università di Bologna dal 1976 al 2005, anno in cui si è ritirato. Dal 1985 al 2006 è stato docente di paleoantropologia nella Scuola di specializzazione in archeologia dell'Università di Bologna. Dal 2003 al 2006 è stato docente di socioantropologia nella Facoltà di Scienze della formazione presso l'Università di Bolzano-Bressanone. Nel 2007 è stato nominato professore emerito di Antropologia dell'Università di Bologna. Dal 1971 al 2003 è stato responsabile del Museo di antropologia di Bologna.
Mons. Fiorenzo Facchini è sacerdote dell'arcidiocesi di Bologna, è stato assistente dell'Azione Cattolica e vicario episcopale per l'Università e la Scuola. Attualmente è consulente ecclesiastico dell'Associazione Medici Cattolici (sezione di Bologna), dell'Associazione Italiana Docenti Universitari (AIDU), sezione di Bologna e coordinatore per la Pastorale scolastica a livello regionale. Inoltre collabora con la parrocchia di San Biagio di Casalecchio di Reno.
È socio di numerose Società Scientifiche nazionali e internazionali. Ha partecipato con relazioni a numerosi Congressi e Convegni organizzati sul piano nazionale e internazionale da varie istituzioni, fra cui la Pontificia accademia delle scienze, l'Accademia Nazionale dei Lincei, la Pontificia accademia per la vita. Nel 2002 ha ottenuto il Premio internazionale "Fabio Frassetto" per l'antropologia fisica, assegnato dall'Accademia dei Lincei. Nel 2020 ha ottenuto il Nettuno d'oro, assegnato dal Comune di Bologna.

## Attività accademica
Nelle sue ricerche Fiorenzo Facchini si è occupato di antropologia del vivente, di paleoantropologia e paleobiologia.
Ha organizzato e condotto una ricerca sullo studio dell'adattamento umano in alte quote in Kazakistan (1993) e Kirghizistan (1994), e una ricerca sulla modernizzazione nel Kazakistan (2003). È stato coordinatore di programmi nazionali di ricerca del Ministero dell'istruzione, dell'università e della ricerca (MIUR) sul popolamento umano in Italia negli anni 1998, 2000 e 2002. Ha studiato numerosi reperti di antiche popolazioni sia in Italia che all'estero. Si è occupato del comportamento dell'uomo preistorico, soffermandosi sull'attività simbolica legata alla vita quotidiana e alla socialità, che precede quella legata all'arte e alla religiosità, ed è riconoscibile fin dalle prime fasi dell'umanità. Ha approfondito il tema della religiosità nella preistoria. Ha suggerito di definire la cultura come «nicchia ecologica dell'uomo».
Fiorenzo Facchini si è anche occupato di problematiche più generali, relative tra l'altro al rapporto tra evoluzione e creazione, nonché di divulgazione scientifica. Nella città in cui ha sempre vissuto (Bologna) si è occupato di formazione degli operatori
sociali collaborando con l'IPSSER, di attività a favore di persone con disabilità, a fianco di Aldina Balboni, nella ONLUS Casa Santa Chiara e ha promosso l'Associazione ONLUS Insieme per Cristina a favore delle persone in stato vegetativo e delle loro famiglie.

## Opere
Fiorenzo Facchini ha al suo attivo circa 400 pubblicazioni su riviste nazionali e internazionali. Alcune sue opere sono state tradotte in francese, inglese, tedesco, giapponese e croato. I principali libri pubblicati sono:
- Fiorenzo Facchini, Il cammino dell'evoluzione umana, Milano, Jaca Book, 1985. (II ed. 1994).
- Fiorenzo Facchini, Antropologia (Evoluzione, Uomo, Ambiente), Torino, UTET, 1988. (II ed. 1995).
- Fiorenzo Facchini, L'Uomo. Introduzione alla Paleoantropologia, prefazione di Yves Coppens, Milano, Jaca Book, 1991.
- Fiorenzo Facchini, La religiosità nella preistoria, in collaborazione con B. Vandermeersch, J. Kozlowsky, M. Gimbutas, Milano, Jaca Book, 1991.
- Fiorenzo Facchini, Premesse per una Paleoantropologia culturale, Milano, Jaca Book, 1992.
- Fiorenzo Facchini, Paleoantropologia e Preistoria. Dizionario enciclopedico, in collaborazione con A. Beltran e A. Broglio, Milano, Jaca Book, 1993.
- Fiorenzo Facchini, Evoluzione umana e cultura, in collaborazione con A. Beltran e A. Broglio, Brescia, Editrice La Scuola, 1999.
- Fiorenzo Facchini, Miti e riti della preistoria, in collaborazione con P. Magnani, Milano, Jaca Book, 2000.
- Fiorenzo Facchini, Origini dell'uomo ed evoluzione culturale. Profili scientifici, filosofici, religiosi, Milano, Jaca Book, 2002.
- Fiorenzo Facchini (a cura di), Un ambiente per l'uomo, Bologna, Edizioni Dehoniane, 2005.
- Fiorenzo Facchini, E l'uomo venne sulla terra, Cinisello Balsamo, Edizioni San Paolo, 2005.
- Fiorenzo Facchini, Le origini dell'uomo e l'evoluzione culturale, Milano, Jaca Book, 2006.
- Fiorenzo Facchini, L'avventura dell'uomo, Cinisello Balsamo, Edizioni San Paolo, 2006.
- Fiorenzo Facchini, Le sfide dell'evoluzione. In armonia tra scienza e fede, Milano, Jaca Book, 2008.
- Fiorenzo Facchini (a cura di), Popoli della Yurta. Kazakhstan tra le origini e la modernità, Milano, Jaca Book, 2008.
- Fiorenzo Facchini (a cura di), La lunga storia di Neandertal, Milano, Jaca Book, 2009.
- Fiorenzo Facchini (a cura di), Complessità, Evoluzione, Uomo, Milano, Jaca Book, 2011.
- Fiorenzo Facchini, Evoluzione. Cinque questioni nell'attuale dibattito, prefazione di Yves Coppens, Milano, Jaca Book, 2012.
- Fiorenzo Facchini (a cura di), Persona, Comunità, Servizio: la testimonianza di Madeleine Delbrel, Torino, Elledici, 2012.
- Fiorenzo Facchini (a cura di), Natura e cultura nella questione del "genere", Bologna, Edizioni Dehoniane, 2015.
- Fiorenzo Facchini (a cura di), Sviluppo dell'affettività e cultura del "genere", Bologna, Edizioni Dehoniane, 2016.
- Fiorenzo Facchini, Sessualità e genere. Si può scegliere?, Torino, Elledici, 2016.
- Fiorenzo Facchini, Uomo, natura, cultura. Riscoprire la realtà, Castel Bolognese (RA), Itaca, 2018.
- Fiorenzo Facchini, Fatti non foste... Come siamo diventati uomini e perché vogliamo rimanere tali, Alba (CN), Edizioni San Paolo, 2020.
- Fiorenzo Facchini, Omosessualità e vita cristiana. Spunti di riflessione, Piane (AN), Shalom, 2023.
- Fiorenzo Facchini (a cura di), Adolescenza e disforia di genere. Aspetti giuridici, medici e socioantropologici, Milano, FrancoAngeli, 2023.

Per la divulgazione scientifica:
- Fiorenzo Facchini, La vita quotidiana 2 milioni di anni fa. Racconta la giornata di un Homo habilis, Milano, Jaca Book, 2002.
- Fiorenzo Facchini, La vita quotidiana 400.000 anni fa. Racconta la giornata di un Homo erectus, Milano, Jaca Book, 2002.
- Fiorenzo Facchini, La vita quotidiana 70.000 anni fa. Racconta la giornata di un Homo di Neandertal, Milano, Jaca Book, 2003.
- Fiorenzo Facchini, La vita quotidiana 15.000 anni fa. Racconta la giornata di un Homo sapiens sapiens, Milano, Jaca Book, 2003.